# Atkás szitakötő
Az atkás szitakötő (Sympetrum fonscolombii) a laposhasú acsafélék családjába tartozó, Afrikában, Délnyugat-Ázsiában és Dél-Európában elterjedt, vándorló szitakötőfaj.

## Megjelenése
Az atkás szitakötő testhossza 38–40 mm. A hím potroha élénkvörös, tora barnásvörös, szeme felül vörösbarna, alul halványkék. Szárnyainak erei a test közelében vörösek-narancsszínűek. A hátsó szárny tövében sárga folt látható. Mindkét nem lábai feketék (minimális sárga foltokkal), szárnyjegye feketével keretezett fakósárga vagy narancssárga. A fiatal hímek ugyanolyan sárga színűek, mint a nőstények, de potrohuk oldalán csak egy csík húzódik.
A nőstény potroha sárga (halvány-, élénk- vagy barnássárga), szeme felül halványbarna, lent palakék, szárnyerezete sárga-narancsszínű. Potroha oldalán két keskeny vonal húzódik végig. Jól repülő faj, napközben szinte soha nem száll le és nehéz megfogni.
A hím összetéveszthető a déli szitakötő (Crocothemis erythraea) hímjével, de annak lábai, szemei és feje is sötétvörösek, általában élénkebb színű és testalkata szélesebb. A nőstény több rokon fajhoz hasonlít, sokszor csak kézbe fogva lehet őket megkülönböztetni. 

## Elterjedése
Trópusi-mediterrán faj, amely jól bírja a mérsékelt éghajlatot is. Afrikában (beleértve Madagaszkárt és a Kanári-szigeteket), Dél-Európában, a Közel-Keleten, Közép-Ázsiában, Indiában és az Indiai-óceán szigetein honos. Rendkívüli módon hajlamos a vándorlásra, tavasszal a mediterrán térségből Skóciáig, Lettországig, Svédországig elkóborol. Családjának egyetlen tagja amely honos az Azori-szigeteken. Nagy területen elterjedt, sok helyütt hatalmas egyedszámú faj, amely könnyen tud kolonizálni újabb régiókat. Az éghajlat melegedésével várhatóan északabbra fog terjeszkedni. Magyarországon télen a petéi elpusztulnak, de a tavasszal érkező példányok nyáron szaporodni tudnak. Szinte az egész országban előfordulhat. 

## Életmódja
Lárvája a sekély, könnyen átmelegedő álló- vagy lassú folyóvizekben; tavacskákban, nagyobb pocsolyákban, halastavakban, rizsföldeken, vádikban él. A melegebb éghajlatú vidékeken (pl. Dél-Európában) évente két generációja is felnőhet. Magyarországra áprilistól kezdve több hullámban érkeznek az atkás szitakötők, a nyár folyamán szaporodnak és augusztus-szeptemberre feltűnik a nálunk kifejlődött nemzedék. Párzásuk ún. tandem formában történik és utána a hím fogva tartja a nőstény fejét potrohfüggelékeivel, amíg az a vízbe lerakja petéit.
Magyarországon nem védett. 

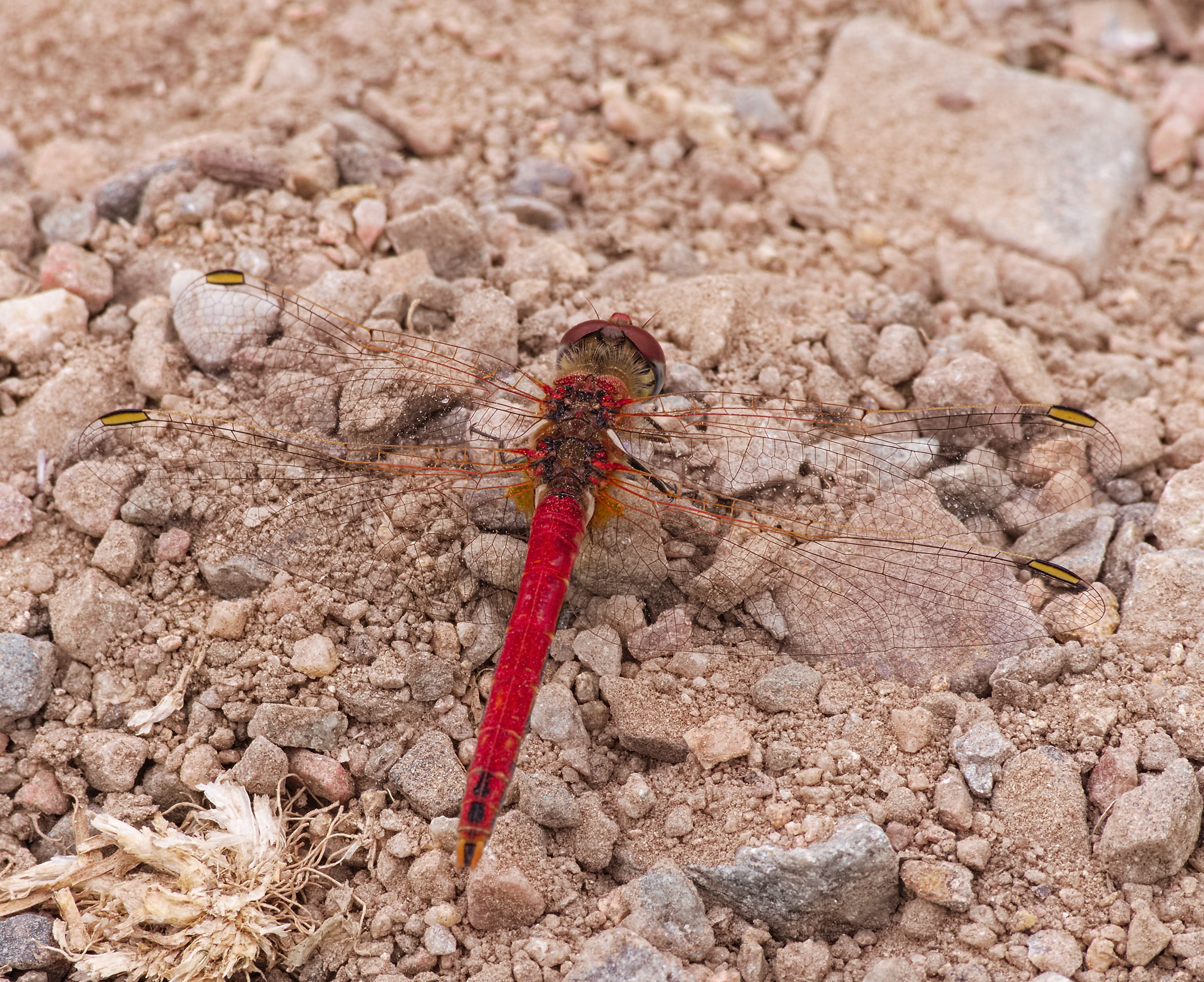
Hím atkás szitakötő
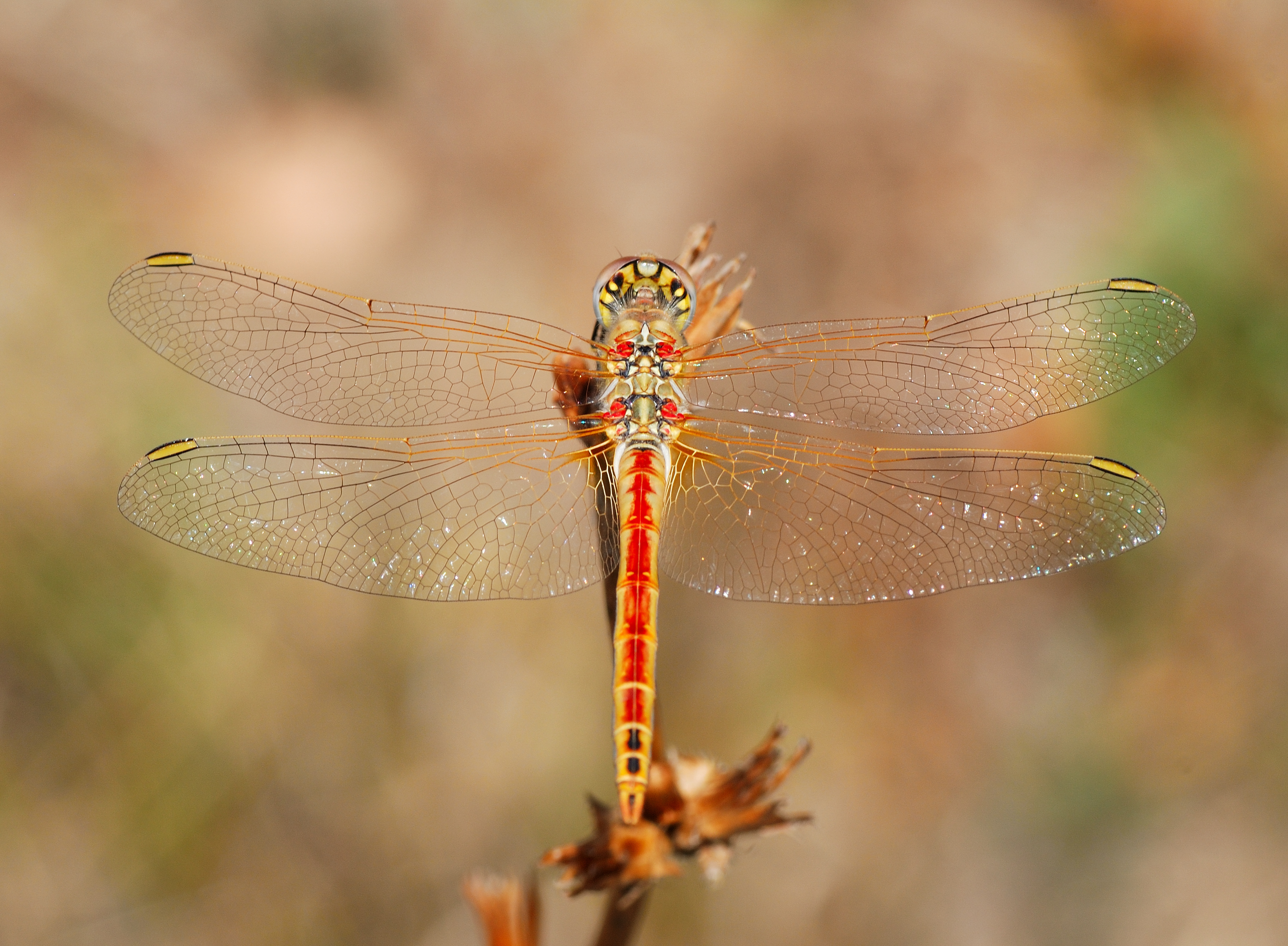
Fiatal hím
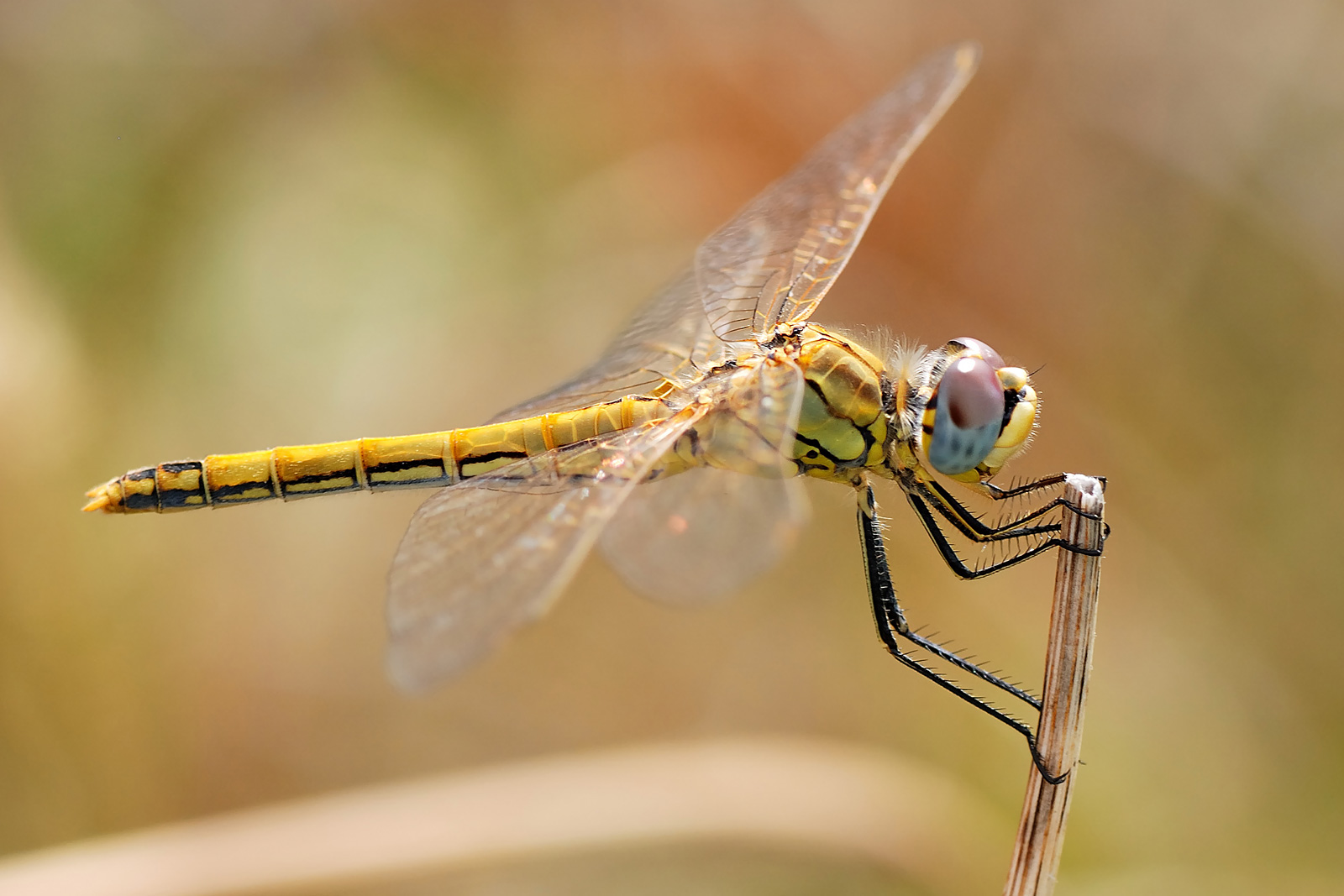
Nőstény példány
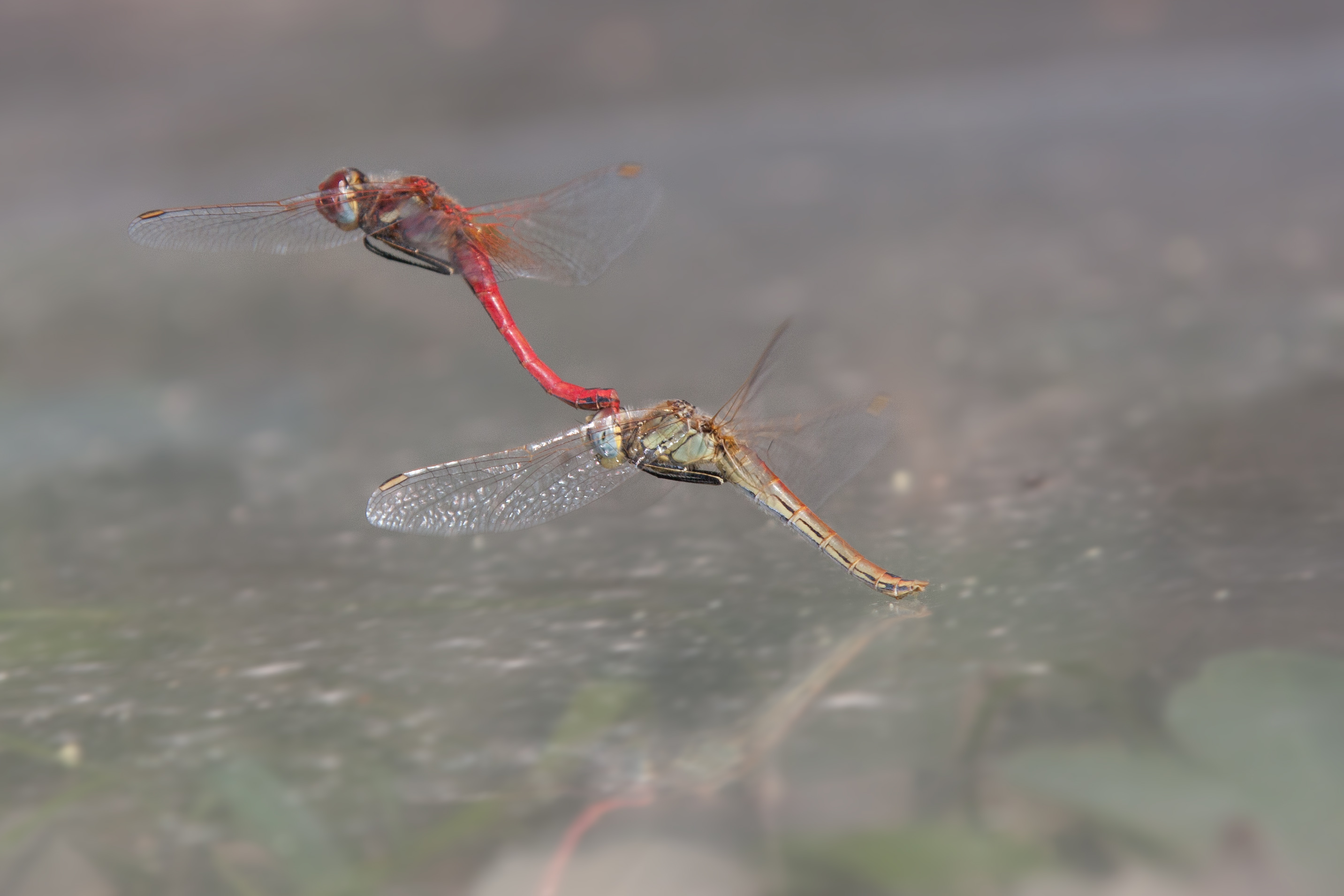
Tandemrepülés párzáskor